# 真珠叶护
真珠叶护（？—659年），西突厥可汗，是乙毗咄陆可汗欲谷设的儿子颉苾达度设。
原为颉苾达度设、真珠叶护。唐高宗永徽四年（653年），乙毗咄陆可汗死后，真珠叶护在汗国西部成为可汗，他统治五弩失毕与唐朝夹击东北部的泥伏沙钵罗可汗阿史那贺鲁。多次遣使求援唐军讨伐贺鲁。永徽六年（655年）十一月，唐高宗派丰州都督元礼臣去册封真珠叶护为可汗，在碎叶城被阿史那贺鲁阻止。贺鲁将真珠叶护击败，兼并他的部落。显庆二年（657年），乘唐军讨伐阿史那贺鲁，联合弩失毕部，破其牙帐。显庆四年（659年）三月，真珠叶护在双河（今新疆乌苏县雅马渡口）被兴昔亡可汗阿史那弥射击斩。